# Orta (fiume)
L'Orta è un fiume abruzzese, affluente di destra del fiume Aterno-Pescara, che a sua volta sfocia nel mare Adriatico.

## Etimologia
Il significato del nome del fiume fa riferimento allo scorrere delle acque.

## Il corso del fiume
Scorre per 26 km, nell'omonima valle, sgorgando dal passo San Leonardo, tra il massiccio della Maiella e quello del Morrone, nel territorio di Sant'Eufemia a Maiella. Raccoglie a sinistra le acque del rio Maggio e a destra quelle dell'affluente Orfento e confluisce nel fiume Aterno-Pescara in corrispondenza di Piano d'Orta, frazione di Bolognano.

## Idrografia e ambiente

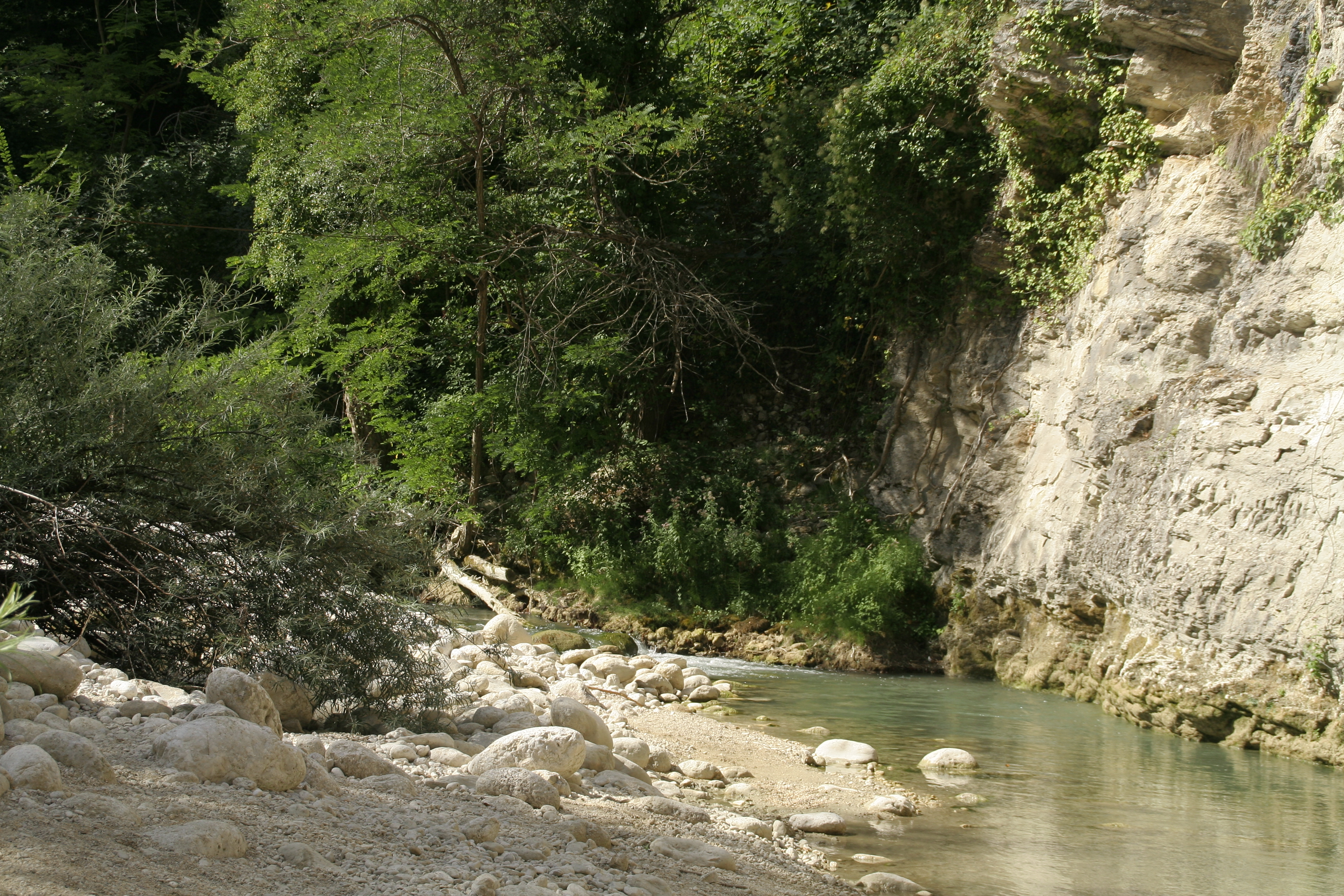
Il fiume Orta presso Bolognano

Il letto del fiume scorre all'interno di un'ampia valle, tra suolo argilloso e ghiaioso, con un tratto, località Luchi, all'interno di stretti canyon scavati nella roccia, e attraverso un canalone, località Salle, dov'è sormontato dal più alto ponte dell'Italia centrale; la portata risente, come tutti i piccoli corsi d'acqua, dell'apporto delle precipitazioni nevose e quindi dell'andamento climatico.
Il bacino del fiume è interessato da diverse centrali idroelettriche. Riceve le acque dell'affluente Orfento, con il quale condivide il tipico ambiente fluviale appenninico. Il corso del fiume è compreso nel parco nazionale della Maiella e nella riserva regionale Valle dell'Orta. Numerose sono le specie faunistiche protette o coinvolte in operazioni di reinserimento, quali la lontra, la salamandrina dagli occhiali meridionale, la trota fario e l'ululone dal ventre giallo.

## Comuni attraversati
- Sant'Eufemia a Maiella[1];
- Caramanico Terme[1];
- Salle[1];
- Bolognano (in corrispondenza della frazione di Piano d'Orta, dove s'immette a destra nel fiume Aterno-Pescara)[1];
- San Valentino in Abruzzo Citeriore[1].